# Тіреп'є-сюр-Се
Тіреп'є-сюр-Се (фр. Tirepied-sur-Sée) — муніципалітет у Франції, у регіоні Нижня Нормандія, департамент Манш. Тіреп'є-сюр-Се утворено 1 січня 2019 року шляхом злиття муніципалітетів Ла-Гоаньєр i Тіреп'є. Адміністративним центром муніципалітету є Тіреп'є. Населення — 953 особи (01.01.2021).